# チャトラパティ・シヴァージー国際空港
チャトラパティ・シヴァージー国際空港（チャトラパティ・シヴァージーこくさいくうこう、（マラーティー語：:छ्त्रपती शिवाजी महाराज अंतरराष्ट्रीय विमानतळ、英: Chhatrapati Shivaji International Airport））は、インド、マハーラーシュトラ州の州都ムンバイにある国際空港。

## 概要
市内から34km北側にある。空港の名称はマハーラーシュトラ州で英雄視されている17世紀のマラーター王国のチャトラパティ・シヴァージーに由来している（ちなみに、同様の改名がムンバイーの中央駅であるヴィクトリア・ターミナス（チャトラパティ・シヴァージー・ターミナス駅）に対しても行われた）。
旧名は「サンタクルズ国際空港」。ここから新国際線ターミナルが隣接地に分離するかたちで新空港が造られた。国内線ターミナルは今日でも「サンタクルズ空港」（Santacruz Airport）と呼ばれる。両港は離着陸に使用する滑走路を共有している。空港間の移動は、航空券を提示すれば無料のシャトルバスが利用できる。
エア・インディア、Blue Dart Aviation、GoAir、IndiGo、スパイスジェットがハブ空港として運航している。
当空港から35km離れた場所でナビムンバイ国際空港が建設中である。

## 歴史
- 1932年開港。
- 1979年9月21日 - ターミナルビルで空調設備から火災が発生して全焼。3人が死亡し、空港が閉鎖された[1]。

## 施設

### ターミナル
- 国内線（サンタクルズ）
  - 1-A
  - 1-B
- 国際線（アンデーリー）
  - 2-A
  - 2-C

## 就航航空会社と就航都市

### ターミナル1A
2015年10月1日現在、GoAirの到着専用として利用されている。なお、2015年9月30日までエアインディアが国内線の発着ターミナルとして利用していたが、2015年10月1日からターミナル2へ移転した。

### ターミナル1B
| 航空会社         | 就航地 |
| ---------------- | --- |
| GoAir            | アフマダーバード空港（アフマダーバード）、バグドグラ空港（バグドグラ）、ベンガルール国際空港（バンガロール）、チャンディーガル、インディラ・ガンディー国際空港（デリー）、ダーボーリム空港（ゴア）、ジャイプル、ジャンムー空港（ジャンムー）、コーチン国際空港（コーチ）、レー・クショック・バクラ・リンポチェ空港（レー）、ラクナウ、ナーグプル、ナーンデード空港（ナーンデード）、ロク・ナヤック・ジャヤプラカシュ空港（パトナ）、シュリーナガル空港（シュリーナガル） |
| IndiGo           | アフマダーバード空港（アフマダーバード）、ベンガルール国際空港（バンガロール）、ブヴァネーシュヴァル、チェンナイ国際空港（チェンナイ）、インディラ・ガンディー国際空港（デリー）、ダーボーリム空港（ゴア）、グワーハーティー国際空港（グワーハーティー）、ラジーヴ・ガンディー国際空港（ハイデラバード）、ジャイプル、ジャンムー 、コーチン国際空港（コーチ）、ネータージー・スバース・チャンドラ・ボース国際空港（コルカタ）、ラクナウ、ナーグプル、ロク・ナヤック・ジャヤプラカシュ空港（パトナ）、ヴァドーダラー空港（ヴァドーダラー）、カンヌール国際空港（マタヌール） |
| ジャグソン航空   | シルビ |
| スパイスジェット | アガルタラ空港（アガルタラ）、アフマダーバード空港（アフマダーバード）、ベンガルール国際空港（バンガロール）、チェンナイ国際空港（チェンナイ）、インディラ・ガンディー国際空港（デリー）、ダーボーリム空港（ゴア）、グワーハーティー、ラジーヴ・ガンディー国際空港（ハイデラバード）、ジャイプル、ジャンムー、コーチン国際空港（コーチ）、ネータージー・スバース・チャンドラ・ボース国際空港（コルカタ）、マドゥライ、シュリーナガル、ワーラーナシー空港（ワーラーナシー）、ヴィシャーカパトナム空港（ヴィシャーカパトナム）                                                |

### ターミナル2
| 航空会社                               | 行先 |  |
| -------------------------------------- | --- |  |
| エア・インディア (国内線)              | アフマダーバード空港（アフマダーバード）、チカルサーナ空港（アウランガーバード）、ベンガルール国際空港（バンガロール）、ボーパール、ブバネーシュワル、チャンディーガル、チェンナイ国際空港（チェンナイ）、インディラ・ガンディー国際空港（デリー）、ダーボーリム空港（ゴア）、ラジーヴ・ガンディー国際空港（ハイデラバード）、インドール、ジャイプル、ジャームナガル、ジョードプル、コーチン国際空港（コーチ）、ネータージー・スバース・チャンドラ・ボース国際空港（コルカタ）、カリカット国際空港（カリカット）、ラクナウ、マドゥライ、マンガロール空港（マンガロール）、ナーグプル、ラーイプル、ラージコート空港（ラージコート）、ラーンチー、ティルヴァナンタプラム、ウダイプル空港（ウダイプル）、ワーラーナシー空港（ワーラーナシー）、ヴィシャーカパトナム空港（ヴィシャーカパトナム） |  |
| エア・インディア (国際線)              | 仁川国際空港（仁川広域市）、上海浦東国際空港（上海）、香港国際空港（香港）、スワンナプーム国際空港（バンコク）、シンガポール・チャンギ国際空港（シンガポール）、ドバイ国際空港（ドバイ）、アブダビ国際空港（アブダビ）、マスカット国際空港（マスカット）、キング・ファハド国際空港（ダンマーム）、キング・アブドゥルアズィーズ国際空港（ジェッダ）、キング・ハーリド国際空港（リヤド）、ロンドン・ヒースロー空港（ロンドン）、ジョン・F・ケネディ国際空港（ニューヨーク）、ニューアーク・リバティー国際空港（ニューヨーク）、インディラ・ガンディー国際空港（デリー） |  |
| エア・インディア・エクスプレス         | チェンナイ、デリー、ドバイ国際空港（ドバイ）、シャールジャ国際空港（シャールジャ）、コーチン国際空港（コーチン）、カリカット国際空港（カリカット）、マンガロール空港（マンガロール）、プネー、ティルッチラーッパッリ、トリヴァンドラム国際空港（ティルヴァナンタプラ）、ヴィシャーカパトナム |  |
| スパイスジェット                       | ドバイ国際空港 (ドバイ) |  |
| IndiGo                                 | ドバイ、マスカット、アルマトイ(2025年8月22日より運航開始予定)、トビリシ |  |
| スリランカ航空                         | バンダラナイケ国際空港（コロンボ） |  |
| ネパール航空                           | トリブバン国際空港 (カトマンズ) |  |
| タイ国際航空                           | スワンナプーム国際空港（バンコク） |  |
| タイ・ライオン・エア                   | ドンムアン空港 (バンコク) |  |
| タイ・ベトジェットエア                 | プーケット(2025年8月14日より運航開始予定) |  |
| マレーシア航空                         | クアラルンプール国際空港（クアラルンプール） |  |
| エアアジアX                            | クアラルンプール国際空港（クアラルンプール） |  |
| マリンド・エア                         | クアラルンプール国際空港（クアラルンプール） |  |
| シンガポール航空                       | シンガポール・チャンギ国際空港（シンガポール） |  |
| ガルーダ・インドネシア航空             | スワンナプーム国際空港（バンコク） |  |
| インドネシア・エアアジア X             | ングラ・ライ国際空港 (デンパサール)、クアラルンプール国際空港（クアラルンプール） |  |
| 全日本空輸                             | 成田国際空港（千葉県） |  |
| 中国国際航空                           | 北京首都国際空港(北京) |  |
| キャセイパシフィック航空               | 香港国際空港（香港） |  |
| 大韓航空                               | 仁川国際空港（仁川広域市） |  |
| ターキッシュ エアラインズ              | アタテュルク国際空港（イスタンブール） |  |
| エル・アル航空                         | ベン・グリオン国際空港（テルアビブ） |  |
| エミレーツ航空                         | ドバイ国際空港（ドバイ） |  |
| エア・アラビア                         | シャールジャ国際空港（シャールジャ） |  |
| エティハド航空                         | アブダビ国際空港（アブダビ） |  |
| ガルフ・エア                           | バーレーン国際空港（バーレーン） |  |
| イラン航空                             | エマーム・ホメイニー国際空港（テヘラン） |  |
| イラク航空                             | バグダード国際空港 (バグダード)、ナジャフ国際空港 (ナジャフ) |  |
| クウェート航空                         | クウェート国際空港（クウェート） |  |
| オマーン・エア                         | マスカット国際空港（マスカット） |  |
| カタール航空                           | ドーハ国際空港（ドーハ） |  |
| サウディア                             | キング・アブドゥルアズィーズ国際空港（ジェッダ）、キング・ハーリド国際空港（リヤド）、プリンス・モハンマド・ビン・アブドゥルアズィール国際空港 (マディーナ) |  |
| モーリシャス航空                       | サー・シウサガル・ラングーラム国際空港（ポートルイス） |  |
| エジプト航空                           | カイロ国際空港（カイロ） |  |
| ケニア航空                             | ジョモ・ケニヤッタ国際空港（ナイロビ） |  |
| エチオピア航空                         | ボレ国際空港（アディスアベバ） |  |
| ルワンダ航空                           | キガリ国際空港 (キガリ)、広州白雲国際空港 (広州) |  |
| セーシェル航空                         | セーシェル国際空港 (ヴィクトリア) |  |
| ブリュッセル航空                       | ブリュッセル国際空港（ブリュッセル） |  |
| ブリティッシュ・エアウェイズ           | ロンドン・ヒースロー空港（ロンドン） |  |
| エールフランス                         | パリ＝シャルル・ド・ゴール空港（パリ） |  |
| ルフトハンザドイツ航空                 | フランクフルト空港（フランクフルト）、ミュンヘン空港（ミュンヘン） |  |
| KLMオランダ航空                        | アムステルダム・スキポール空港 (アムステルダム) |  |
| スイス インターナショナル エアラインズ | チューリッヒ空港（チューリッヒ） |  |
| エア・カナダ                           | トロント・ピアソン国際空港 (トロント) |  |
| ユナイテッド航空                       | ニューアーク・リバティー国際空港（ニューヨーク） |  |

## 市内までのアクセス
- プリペイドタクシー　Rs200 - Rs405　別途荷物代、サービス料が必要
- 鉄道
  - 国際線・国内線ターミナルとも、2024年10月に部分開業したムンバイメトロ3号線（アクアライン）の駅がある[4]。2025年5月9日にAcharya Atrey Chowk駅まで延伸開業し、2025年夏にはNavy Nagar駅まで全線開業するとムンバイ中央駅（英語版）、CST駅、チャーチゲート駅（英語版）の各インド鉄道ターミナル駅まで結ばれる予定でムンバイ市街地まで直接行けることができる。
  - 国際線ターミナルビルから徒歩（15分）またはバスで、ムンバイメトロ1号線のAirport Road駅もしくはMarol Naka駅まで移動する。メトロでアンデーリー(Andheri Railway Station)駅に移動すれば市中心部のチャーチゲート駅(Church Gate Railway Station)までの、ガトコパール（Ghatkopar Railway Station）駅に移動すればCST駅(Chatrapathi Shivaji Railway Terminus)までの近郊電車に乗り継ぐことができる。どちらの列車も頻発している。アンデーリー駅からCST駅までの路線もあるが、こちらはやや本数が少ない（30分に1本程度）。
  - 国内線ターミナルビルからヴィレ・パルレ駅(Vile Parle Railway Station)駅まで真西に徒歩15分ほど。そこから市中心部のチャーチゲート駅(Church Gate Railway Station)まで近郊列車が頻発している。CST駅(Chatrapathi Shivaji Railway Terminus）までの列車は30分に1本程度。

## 2008-2009年統計
出典：DAFIF
| 利用者数   | 貨物取扱量 |
| ---------- | ---------- |
| 24,300,000 | 530,278    |